# Killarney (Queensland)
Pour les articles homonymes, voir Killarney.
Killarney (831 habitants) est un village situé dans le sud-est du Queensland à 178 km par la route au sud-ouest de Brisbane. La ville est située à 8 km de la frontière avec la Nouvelle-Galles du Sud.
Le nom de la ville a été repris de Killarney en Irlande en raison de la ressemblance des sites.

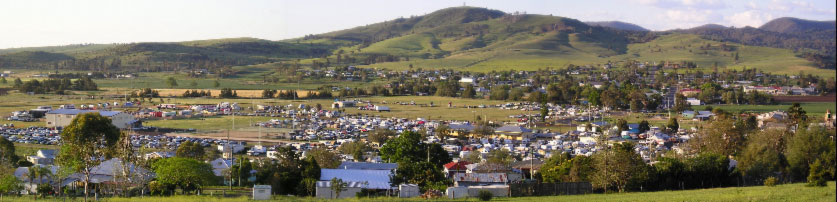
Killarney vu du sud.

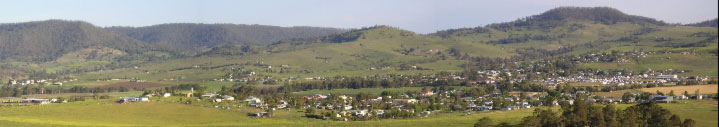
Killarney vu du nord.

## Référence
- Statistiques sur Killarney